# SN 2008ce
SN 2008ce – supernowa typu II-P odkryta 2 maja 2008 roku w galaktyce NGC 4428. W momencie odkrycia miała maksymalną jasność 17,40m.